# Fabien Rypert
Pour les articles ayant des titres homophones, voir Ripert et Rippert.
Fabien Rypert, né le 26 août 1964, est un illustrateur et dessinateur de bandes dessinées français.

## Biographie
Créateur de la BD Boogy & Rana, Fabien Rypert est aussi illustrateur. Publié dans plusieurs pays de la francophonie, il a animé depuis 1998 quelque 750 ateliers sur la bande dessinée dans près de 300 écoles et bibliothèques et participé à 350 salons et festivals.
Fabien est né le 26 août 1964 et rien ne le prédisposait à faire de la BD puisque ses études l'amènent à l'électrotechnique. C'est au club théâtre du lycée qu'il commence à réaliser quelques dessins pour les affiches des spectacles.
Ses premières publications sont pour la librairie Andromède à Lille. Il réalise des illustrations pour les ouvrages de la collection Proxima. Puis en 1987, il intègre un studio de dessin où il apprend à encrer les personnages d'Astérix et de Disney.
C'est en 1988 et pendant dix ans qu'il travaille pour les USA (1ère série de cartes Boogy), la Suède (posters), les jeux Nathan (puzzles, notice de jeux), Disney, puis crée une collection de tee-shirts pour la société Sudimage.
En 1990, Boogy revient avec une nouvelle série de cartes postales pour les Éditions Dalix. Le succès est tel que l'auteur décide de produire sa première BD avec ce personnage.
En 1992, les aventures de Boogy & Rana démarrent avec Brice Tarvel au scénario. Le tome l est publié en 1996 par les Éditions Cœur de Loup avec une préface d’André Franquin. Au festival d'Angoulême en 1997, ce premier album est récompensé du prix Alph’Art jeunesse 7-8 ans.
A ce jour, il a publié plus de 135 albums. La série principale Boogy et Rana.  Le tome 9 est publié en juin 2024. 
Gargouille, une série québécoise avec son ami de toujours Tristan Demers. 
2 albums de Zorro et 2 de Mickey pour les éditions Disney Hachette.
Animations proposées autour de la BD et du dessin.
Fabien Rypert fait partager aux élèves sa passion pour le neuvième art par le biais d'ateliers interactifs spécialement conçus pour les différents groupes d'âge. Leur objectif est de stimuler l'imaginaire des jeunes en les familiarisant avec les différentes étapes de création d'une BD.
Au programme : présentation de croquis, de planches originales et d’astuces pour créer un personnage. Fabien aborde également les étapes de construction d'une histoire : planches, structure d'un scénario, onomatopées, dialogues, encrage et mise en couleurs…
Guidés par l'artiste, les jeunes, en plus d'inventer une histoire amusante, deviennent des « auteurs bédéistes » d'un jour.

## Publications

### Bandes dessinées
Boogy & Rana - Joker éditions, scénario de Tarvel
- L’étang qui rétrécissait (Alph’Art jeunesse Angoulême 1997), première parution en 1996, 2001
- La fièvre du Mardi soir, 2002
- Les souris vertes, première parution en 1998, 2002
- Le secret des Ouaouarons, première parution en 2000, 2003

Scénario, dessins et couleurs de Rypert
- Le pouvoir des Goliaths, 2006
- Miss Rana, 2008
- La planète noire, 2012 (AFR)
- Les dents de l'étang, juin 2017 (AFR)
- Le trésor d'Essaouira  juin 2024 (AFR)

Boggy et Rana, nouvelle collection, 2017
- Tomes 1 & 2. Format A5 album double 96 pages
- Tomes 3 & 4. Format A5 album double 96 pages
- Tomes 5 & 6. Format A5 album double 96 pages
- Tomes 7 & 8. Format A5 album double 96 pages

Hors série
- Les Oubliés et autres projets..., 2019
- Les recettes des trois mousquetaires.  Juin 2024
- My Fantasy World, Artbook des mondes fantastiques, 2020.

Livres jeunesse bilingues (Français-Anglais-Arabe)
- La nuit des citrouilles, textes de Tarvel, dessins Rypert, 2002
- Une drôle de machine, textes et dessins Rypert, 2004
- Mygalia, Punch éditions, textes et dessins Rypert, 2005

Livre jeunesse Français uniquement
- Le chapeau magique, éditions Cœur de loup, dessins Rypert, 2000
- Les Pochitos, écrit par Adeline Blondieau, dessins Rypert, 2013
- Les Pochitos : La fête de la neige, écrit par Adeline Blondieau, dessins Rypert, 2014[2]
- Les jeunes années (Boogy et Rana), 2016
- Ombeline et le Dragon, écrit par Amandine Marshall, 2019.
- Ombeline et le marchand de poudre magique, écrit par Amandine Marshall, 2020.
- Ombeline et le mystère des trois lanternes 2021
- Le dragon de bois 2020
- Maladie d'amour 2022

The Zelfs, dessins des personnages
- La fête de la lune

Les Nanobot's
- Cyber City 3.0, Objectif Mars éditions, 2016.

### Bandes dessinées coloriées.
- Mickey et l’île volante, Disney Hachette éditions, 1994
- Mickey contre le fantôme noir, Disney Hachette éditions, 1994
- Zorro, Le troupeau perdu, Éditions Flammarion (encrage et couleurs), 1998
- Le complot des émeraudes, Éditions Flammarion (encrage et couleurs), 1998
- Les hommes de pierre, Éditions Daric, 1998
- Le Calife, Éditions Daric, 1998
- Le syndrome de Jérusalem, Éditions Daric, 1999
- Le minotaure d'Akam, Éditions Daric, 2000
- Pittbull, Éditions Demgé, 2002
- Poulpia s’en va-t-en guerre, Éditions Demgé, 2002
- Le trésor des bords de Garonne, Éditions Daric, 2006
- La fureur du foot, Éditions Idées plus, 2007
- Le prince Noir, Éditions Daric, 2008
- Les diamants de l’espace, Éditions Euro space center, 2008
- Les 40 plus grandes qualités des femmes, Éditions Grr…art, (encrage et couleurs), 2009
- Les 40 plus grandes qualités des hommes, Éditions Grr…art, (encrage et couleurs), 2009
- Les cheminotes, Éditions Grr…art, 2009
- Foot et moi dehors, Éditions Grr…art, 2009
- Le dernier secret d'Aliénor, Éditions Daric, 2010
- En direct du Ce et CCE cheminots, Éditions Grr…art (encrage et couleurs), 2010
- Le pape Français, Éditions Daric, 2010
- Le blues de Fernand, Editions Daric, 2012
- Fernand et les Mafiosi, 2014.
- Les lions de Mazcek, Kazenplus éditions, 2014
- La série Gaspard de Besse, Éditions Daric, 2000-2014

Salto, Éditions Boomerang (Livres jeunesse coloriés
- L’ultime défi, 2012
- Le vrai héros, 2012
- A la rescousse, 2012
- Duos d'espions, 2013
- L'étang express, 2013
- La forêt des ombres, 2014
- Salto : La grande énigme, livre jeu cherche et trouve, 2014

Editions Groupe Modus
- Les trash Pack, 2 tomes, 2014

Conte Trash Pack
- Le Carnaval de déchets
- Aventure souterraine
- Une odeur mystérieuse
- Lait-caillé

Bandes dessinées encrées
- Les Monkys : La chasse au trésor

- Cosmos café, Éditions Boomerang :
  - Spatial du jour, 2006
  - Perdus dans l’espace, 2008
  - Comiques en orbite, 2010

Gargouille, Éditions Boomerang
- Tranches de rires, 2007
- Embarquement hilarant, 2008
- 25 ans et toutes ses dents, 2009
- Rodéo rétro, 2012
- 3D élirant, 2013

Editions Michel Quintin Montréal - Québec
- S.O.S Autruches (couleurs) 2018
- Panique à Bâbord (Scénario et couleurs) 2018
- Les chiens Mutants, 2019 (couleurs)
- Frissons à Givreville, 2020 (couleurs)

Editions de la Bagnole - avec Tristan Demers (albums encrés et coloriés)
- Les minimaniacs
  - Tome 1 : Ça pue le bonheur - 2015
  - Tome 2 : Plein la couche - 2015
  - Tome 3 : Mignons Mutants - 2016
  - Tome 4 : Biberomlympiques - 2017

## Prix
- 1997 : Alph-Art jeunesse 7-8 ans au festival d'Angoulême pour Boogy et Rana, t. 1 (avec B. Tarvel)
- 2002 : Spitfire jeunesse au festival BD de la base aérienne de l'Otan de Florennes pour la Fièvre du Mardi Soir.
- 2014 : Les Pochitos, Prix jeunesse au Festival BD d'Ajaccio.
- 2021 Prix du public Salon du livre de LUMBRES